# Редактирование
Редакти́рование (фр. rédaction от лат. redactus — приведённый в порядок) — процесс отбора и подготовки письменного, визуального, звукового или кинематографического материала, используемого человеком или организацией для передачи сообщения или информации. Процесс редактирования может включать в себя исправление, уплотнение, организацию и многие другие изменения, выполняемые с целью создания правильного, последовательного, точного и полного произведения. Он часто начинается с авторской идеи произведения и продолжается как сотрудничество между автором и редактором по мере создания произведения. Редактирование может включать в себя творческие навыки, человеческие отношения и точный набор методов.

## Описание

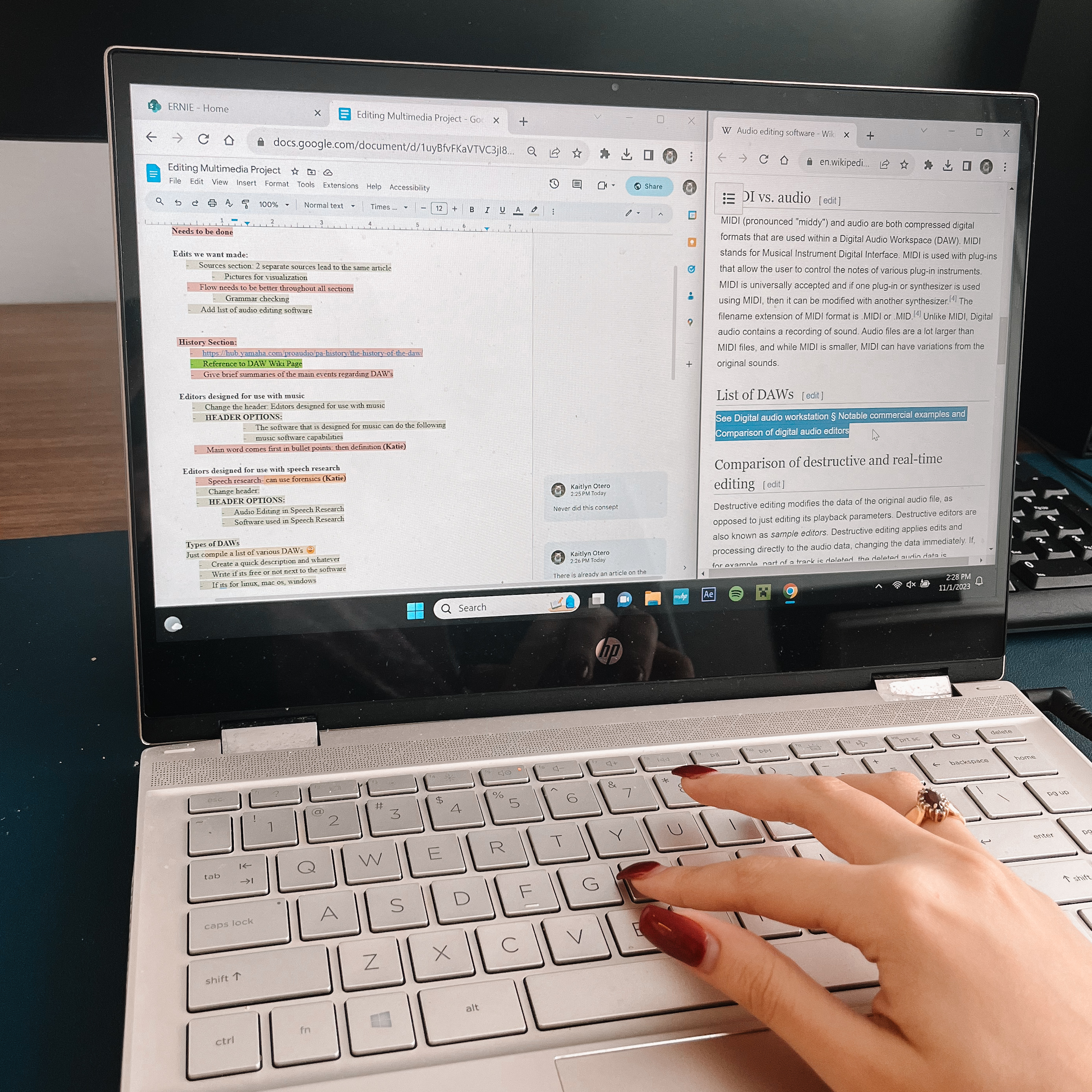
Редактирование текста

Редактирование — многоаспектное понятие, имеющее следующие основные значения:
1. род профессиональной деятельности (преимущественно в области периодической печати, книгоиздательского дела, кинематограф, телевидения, радиовещания), связанной с подготовкой к выпуску печатных изданий, теле- и радиопередач, кинофильмов.
2. составная часть издательского процесса, содержанием которой является творческая работа редактора (обычно совместно с автором) над рукописью произведения в целях улучшения его содержания и формы, подготовки к полиграфическому воспроизведению и выпуску в свет;
3. приведение содержания и формы любого документа, написанного или подготовленного кем-либо, в соответствие с общепринятыми или специально установленными требованиями и нормами.

Многообразие задач и функций редактирования, осуществляемого в практике печати, издательского дела, кино, радиовещания и телевидения, обусловило необходимость различать несколько видов самого процесса редактирования. В частности, выделяют научное (или специальное), литературное, художественное, техническое редактирование, каждое из которых имеет присущие только ему специфические черты, цели и задачи.
В начальные периоды книгопечатания обязанности редактора выполнял типограф. Роль редактора возросла с XVIII в., особенно с развитием периодических изданий. Позже редактирование становится неотъемлемым этапом подготовки научных и литературных публикаций. Наиболее сложный и деликатный вид редакторской работы — редактирование художественных произведений. На этапе редактирования возможно осуществление прямой или скрытой политической, морально-этической, эстетической и прочей цензуры, в связи с чем возрастают требования к нравственным качествам редактора. Строгая редактура считается признаком хорошего издания.